# يطروفة بوتسوانية
يطروفة بوتسوانية (الاسم العلمي:Jatropha botswanica) هي نوع من النباتات تتبع جنس اليطروفة من الفصيلة الفربيونية.